# Aaron Cel
Aaron Cel (Orléans, 4 marzo 1987) è un ex cestista francese con cittadinanza polacca.

## Carriera
Con la Polonia ha disputato i Campionati mondiali del 2019 e tre edizioni dei Campionati europei (2015, 2017, 2022).

## Palmarès
- Campionato francese: 1

Le Mans: 2005-06
- Campionato polacco: 1

Zielona Góra: 2014-15
- Coppa di Polonia: 2

Zielona Góra: 2015
Pierniki Toruń: 2018
- Leaders Cup: 1

Monaco: 2016
- Supercoppa polacca: 1

Pierniki Toruń: 2018